# 마스다 타카히사
마스다 타카히사(일본어: 増田 貴久, 1986년 7월 4일 ~ )는 일본의 가수, 배우이며, 남성 아이돌 그룹·NEWS 및 테고마스의 멤버이다.
도쿄도 네리마구 출신. STARTO ENTERTAINMENT 소속.

## 약력
- 1998년 11월 8일, 쟈니즈 사무소에 입소[1].
- 2003년 9월 15일, NEWS 결성.
- 2003년 11월 7일, 월드컵 배구 2003의 메인 송 〈NEWS 일본〉으로 데뷔.
- 2004년 5월 12일, 〈희망~Yell~〉로 메이저 데뷔.
- 2005년 2월, 클락기념국제고등학교 통신제 졸업.
- 2006년 11월, 같은 NEWS 멤버인 테고시 유야와 유닛 테고마스를 결성.
- 2006년 11월 15일, 〈Miso Soup〉로 Tegomass로서 스웨덴에서 데뷔.
- 2006년 12월 20일, 일본 내에서의 동 유닛의 이름을 〈테고마스〉로 바꿔 〈미소 수프〉로 데뷔했다.

## 오리지널 솔로곡
- 暁-AKATSUKI- / 새벽-AKATSUKI- (〈A HAPPY "NEWS" YEAR 2006〉 수록곡/《NEWS BEST》 수록곡)
- Pumpkin (〈NEWS Concert Tour 2007〉 공연곡·DVD 수록곡/《NEWS BEST》 수록곡)
- SUPERMAN (〈NEWS WINTER PARTY DIAMOND〉 공연곡·DVD 수록곡/《NEWS BEST》 수록곡)
- PeekaBoo... (〈챵카파나〉 수록곡)
- Remedy (《NEWS》 수록곡)
- Skye Beautiful (《White》 수록곡)
- LIS'N (《QUARTETTO》 수록곡)

## 출연

### 드라마
- 무서운 일요일~2000~ 제11화 〈《진찰실》 공포의 담력 시험〉 (2000년 9월 17일, 닛폰 TV)
- 3학년 B반 킨파치 선생님 제6시리즈 (2001년 ~ 2002년, TBS) - 나가사와 카즈토시 역
- 무사시 MUSASHI (2003년, NHK) - 신멘 무사시(소년 시절) 역
- 극단 연기자. 〈집이 멀어〉 (2005년 9월 14일 ~ 10월 26일, 후지 TV) - 쿠메 역
- 가치바카! (2006년 1월 19일 ~ 3월 23일, TBS) - 이노우에 코타 역
- 단도리.~Dance☆Drill~ (2006년 7월 11일 ~ 9월 19일, 후지 TV) - 스즈키 카를로스 사부로타 역
- 웃기는 사랑은 하고 싶지 않아 (2006년 12월 1일 ~ 15일, TBS) - 아카이 산타 역
- 정말로 있었던 무서운 이야기 여름 특별편 2007 〈유혹 드라이브〉 (2007년 8월 28일, 후지 TV) - 무라카미 케이스케 역
- RESCUE~특별고도구조대 (2009년 1월 24일 ~ 3월 21일, TBS) - 테즈카 유타카 역
- 화려한 스파이 제4화 (2009년 8월 8일, 닛폰 TV) - 야마구치 토오루
- 졸업 노래 제4화 〈졸업 사진〉 (2010년 3월 4일, 후지 TV) - 아오키 츠요시 역
- 수의사 두리틀 제2화 (2010년 10월 24일, TBS) - 반도 다이고 사육사 역
- 3학년 B반 킨파치 선생님 파이널 (2011년 3월 27일, TBS) - 나가사와 카즈토시 역
- 다치타비 ~제1장 달 세뇨한 캠프 (2011년 10월 5일, 닛폰 TV) - 겐탄 타카히사 역
- 레지던트~5명의 연수의 (2012년 10월 18일 ~ 12월 20일, TBS) - 마나카 준이치 역
- 킨다이치 소년의 사건부 N(neo) 제3 ~ 4화 (2014년 8월 2일 ~ 9일, 닛폰 TV) - 시이나 마키오 역
- 24시간 TV 스페셜 드라마 〈엄마, 나는 괜찮아〉 (2015년 8월 22일, 닛폰 TV) - 사사키 텟페이 역

### 무대
- PLAYZONE2001 신세기 EMOTION (2001년 7월 ~ 8월, 아오야마 극장 / 오사카 페스티벌 홀)
- SHOCK~is Real Shock~ (2003년 1월 8일 ~ 2월 25일)
- 마스다 타카히사의 한 명 분장실 de 대작전 《마치마스》 (2007년 8월 23일 ~ 27일, 도쿄 글로브좌)
- 비오는 날의 숲 안 (2009년 11월 4일 ~ 23일, 도쿄 글로브좌 / 11월 26일 ~ 30일, 우메다 예술 극장 시어터 드라마 시티)
- 회색 카나리아 (2012년 6월 8일 ~ 7월 9일, 도쿄 글로브좌 / 7월 4일 ~ 9일, 모리노미야 필로티 홀)
- 스트레인지 프루트 (2013년 5월 3일 ~ 26일, 도쿄 글로브좌 / 5월 28일 ~ 6월 2일, 시어터 드라마 시티)
- 프렌드 (2014년 9월 26일 ~ 10월 19일, 도쿄 글로브좌 / 11월 4일 ~ 9일, 시어터 드라마 시티)

### 라디오
- 마스다 타카히사의 MASTER HITS (2005년 4월 ~ , bayfm, 매주 금요일 23:00 ~ 23:30)

### 버라이어티
- Ya-Ya-yah (2003년 1월 5일 ~ 2007년 10월 27일, TV 도쿄)
- 주혼 (2009년 11월 12일 ~ 2010년 3월 25일, 닛폰 TV〔칸토 로컬〕)
- 잇푸쿠! (2014년 3월 31일 ~ 2015년 3월 27일, TBS) - 월요일→금요일 담당
- 미래 로켓 (2014년 4월 18일 ~ 2015년 3월 20일, 후지 TV) - 응원단장

### CM
- 가정교사의 트라이
- 프링글스
- 토요 수산 《붉은 키츠네 우동》 《푸른 타누키 텐소바》 《흰 힘 떡》 《돼지고기 된장국 우동》 《검은 돼지 카레 우동》 (2007년 ~ 2009년)

### 콘서트
- 쟈니즈 Jr. Concert 〈타키&츠바사 21세기의 대결〉 (요코하마·오사카·나고야, 2001년 5월 3일 ~ 6월 3일)
- 〈Johnny's Jr. Concert 타키&츠바사 쟈니즈 Jr. 총 출연!〉 (오사카·나고야·요코하마, 2002년 3월 29일 ~ 5월 6일)
- 타키&츠바사 "Hatachi"de데뷔 Giant Hits Concert with ALL 쟈니즈 Jr. (도쿄·오사카, 10월 19일 ~ 10월 20일)
- USO!? 재팬 special summer ARASHI 2003 How's it going? (2003년 8월 7일 ~ 9월 7일)
- 〈KAT-TUN 2003 Ko넨모 Ah Tai헨 ThankU Natsu〉 (요코하마·오사카·나고야, 2003년 8월 8일 ~ 8월 28일)
- 상신대만 (2003년 10월 10일, 특별 출연, 대만)

## 연재
- 마스다타탓타 (2006년 7월 11일 ~ 10월 5일, Johnny's Web)
- 특별 마스다 연재 하고싶어 (2009년 1월 20일 ~ 4월 20일, Johnny's Web)